# Michael Schulte
Michael Schulte, né le 8 mai 1990 à Eckernförde en Allemagne de l'Ouest, est un auteur-compositeur-interprète allemand. Il a commencé sa carrière musicale en 2008, en postant des vidéos de reprises sur sa chaîne YouTube. Il a plus tard terminé à la troisième place de l'émission de télé-crochet The Voice of Germany, en 2012. Son premier album studio, intitulé Wide Awake, sort la même année. 
Il représente l'Allemagne avec la chanson You Let Me Walk Alone au Concours Eurovision de la chanson 2018, à Lisbonne au Portugal, où il termine 4e avec 340 points.

## Jeunesse
Michael Schulte naît en 1990 à Eckernförde et grandit à Boren, puis il déménage à l'âge de onze à Dollerup, une petite municipalité près de Flensbourg, dans le Schleswig-Holstein.
Il va à l'école Duborg-Skolen (en), école danoise de Flensbourg, dont il sort diplômé en 2009. Après quoi il réalise son service civil.

## Carrière
Sa carrière musicale commence en 2008, lorsqu'il publie sur sa chaîne YouTube des vidéos de reprises de chansons populaires. 
En 2011, il participe à la première saison de The Voice of Germany. Il passe les auditions à l'aveugle avec la chanson Set Fire To the Rain de Adele et intègre l'équipe de Rea Garvey. Il termine finalement à la troisième place de la finale de l'émission, derrière la gagnante Ivy Quainoo. Il signe ensuite avec le label Edel AG et sort son premier album studio, Wide Awake, en 2012.
Le 29 décembre 2017, il est annoncé qu'il fait partie des six candidats confirmés pour l'émission Unser Lied für Lissabon, avec la chanson You Let Me Walk Alone,,. La chanson sort le 20 février 2018. Deux jours plus tard, il remporte la finale de l'émission et représente par conséquent l'Allemagne au Concours Eurovision de la chanson 2018, avec cette chanson. Il termine à la quatrième place, soit le meilleur score de l'Allemagne depuis sa dernière victoire en 2010 avec Lena Meyer-Landrut.

### Vie privée
Michael Schulte s’est marié le 9 juin 2018 avec Katharina Schulte. Le couple vit à Buxtehude.
En août de la même année, le couple accueille un petit garçon prénommé Luis. 
Le 31 août 2020, Michael Schulte annonce via Instagram que sa femme attend un second enfant.
Le 12 mars 2021, le couple accueille leurs fils Lenny.

## Discographie

### Albums

#### Albums studio
- 2011 : All the Waves
- 2011 : Berlin Sessions
- 2012 : Wide Awake
- 2013 : My Christmas Classics
- 2014 : The Arising
- 2017 : Hold the Rhythm
- 2019 : Highs & lows
- 2023 : Remember me

### Extended plays
- 2014 : Thoughts

### Singles
- 2012 : Carry Me Home
- 2012 : Jump Before We Fall
- 2014 : You Said You'd Grow Old With Me
- 2014 : Rock and Scissors
- 2016 : The Maze
- 2017 : Money On Me
- 2017 : End of My Days
- 2017 : Falling Apart
- 2018 : You Let Me Walk Alone
- 2018 : Never Let You Down